# Lucius Iulius Marinus Caecilius Simplex
Lucius Iulius Marinus Caecilius Simplex est un sénateur romain, consul suffect en 101 sous Trajan.

## Biographie

### Famille
Il est originaire de Syrie. Son père est Lucius Iulius Marinus, consul suffect en 93 puis gouverneur de Mésie inférieure.
Il est probablement lié à Cnaeus Caecilius Simplicis, consul suffect en 69.
Il est peut-être le neveu de Tiberius Iulius Candidus Marius Celsus, consul suffect en 86 et éponyme en 105.
Il épouse Iulia Tertulla, la fille ou la sœur de Caius Iulius Cornutus Tertullus, consul suffect en 100 et ami de Pline le Jeune.

### Carrière
On connaît sa carrière grâce à une inscription.
Il commence par une des fonctions mineures au sein du vigintivirat, premier échelon de la carrière sénatoriale. Il est quattuorvir viarum curandarum, c'est-à-dire un des « quatre chargé d’assister les édiles dans les tâches de voirie à Rome », vers l'an 78. Il est ensuite tribun militaire en Syrie dans la legio IIII Scythica, puis questeur propréteur dans la province de Macédoine. Il continue son cursus sénatorial par l'édilité et enfin la préture vers 87.
Il est gouverneur (légat propréteur) de Chypre en 88/89, puis légat dans la province du Pont-Bithynie vers 89.
Il occupe ensuite un poste prétorien, en étant curateur de la voie Tiburtine en 91. En 96, il est légat de la legio VII Claudia Pia Fidelis. Il devient gouverneur (légat propréteur) de Lycie-Pamphylie en 96/97-98/99 et proconsul d'Achaïe en 99-100.
Enfin, il est un des consuls suffects de l'an 101, au début du règne de Trajan,.
En outre, il est membre du collège des Frères Arvales depuis 91.